# Pepita Cuevas
Josefa «Pepita» Cuevas (Barcelona, 1940 – 2014) fue una patinadora española. La primera española que obtuvo el título de campeona del Mundo (1967).

## Trayectoria
Pepita Cuevas comenzó su trayectoria en el patinaje de velocidad en 1959 como miembro del Club Polideportivo Picadero de Barcelona. Posteriormente se convirtió en la primera española en ganar un campeonato mundial en cualquier modalidad deportiva.
En 1967, durante el Campeonato del Mundo celebrado en Barcelona, Cuevas alcanzó la cima de su carrera al obtener tres medallas de oro en las pruebas de 500, 3.000 y 5.000 metros. Al año siguiente, en Montecchio Maggiore, Italia, añadió un cuarto título mundial a su palmarés.
Siendo que, a lo largo de su carrera, Cuevas acumuló un total de cuatro campeonatos mundiales, cuatro subcampeonatos, tres medallas de bronce, y dos subcampeonatos europeos. En el ámbito nacional, conquistó 31 títulos españoles y 48 catalanes, consolidándose como una de las deportistas más laureadas de la historia del patinaje español.
Así mismo, fue galardonada como "Mejor Deportista Femenina del Año" por el diario Mundo Deportivo en 1965 y 1967. 
Tras retirarse como deportista profesional, se desempeñó como seleccionadora nacional y colaboró técnicamente con la Federació Catalana de Patinatge.
Pepita Cuevas falleció en 2014,a los 73 años.